# آر رتکولای
آر رتکولای یا آر تور یک ستاره است که در صورت فلکی تور قرار دارد.